# 24495 Degroff
24495 Degroff è un asteroide della fascia principale. Scoperto nel 2001, presenta un'orbita caratterizzata da un semiasse maggiore pari a 2,1709180 UA e da un'eccentricità di 0,3610261, inclinata di 29,74257° rispetto all'eclittica.